# 大兴镇 (蒲江县)
大兴镇，是中华人民共和国四川省成都市蒲江县下辖的一个乡镇级行政单位。

## 行政区划
大兴镇下辖以下地区：
场镇社区、米锅村、王店村、水口村、炉坪村、三和村、关桥村、九尖村和玉龙村。